# Unterseeboot 608
L'Unterseeboot 608 ou U-608 est un sous-marin allemand (U-Boot) de type VIIC utilisé par la Kriegsmarine pendant la Seconde Guerre mondiale.
Le sous-marin fut commandé le 22 mai 1940 à Hambourg (Blohm & Voss), sa quille fut posée le 27 mars 1941, il fut lancé le 11 décembre 1941 et mis en service le 5 février 1942, sous le commandement de l'Oberleutnant zur See Rolf Struckmeier.
Il fut coulé dans le Golfe de Gascogne par un sloop et un avion britannique, en août 1944.

## Conception
Unterseeboot type VII, l'U-608 avait un déplacement de 769 tonnes en surface et 871 tonnes en plongée. Il avait une longueur totale de 67,10 m, un maître-bau de 6,20 m, une hauteur de 9,60 m et un tirant d'eau de 4,74 m. Le sous-marin était propulsé par deux hélices de 1,23 m, deux moteurs diesel Germaniawerft M6V 40/46 de 6 cylindres en ligne de 1400 cv à 470 tr/min, produisant un total de 2 060 à 2 350 kW en surface et de deux moteurs électriques BBC GG UB 720/8 de 375 cv à 295 tr/min, produisant un total 550 kW, en plongée. Le sous-marin avait une vitesse en surface de 17,7 nœuds (32,8 km/h) et une vitesse de 7,6 nœuds (14,1 km/h) en plongée. Immergé, il avait un rayon d'action de 80 milles marins (150 km) à 4 nœuds (7,4 km/h; 4,6 milles par heure) et pouvait atteindre une profondeur de 230 m. En surface son rayon d'action était de 8 500 milles nautiques (soit 15 700 km) à 10 nœuds (19 km/h).
L'U-608 était équipé de cinq tubes lance-torpilles de 53,3 cm (quatre montés à l'avant et un à l'arrière) qui contenaient quatorze torpilles. Il était équipé d'un canon de 8,8 cm SK C/35 (220 coups) et d'un canon antiaérien de 20 mm Flak. Il pouvait transporter 26 mines TMA ou 39 mines TMB. Son équipage comprenait 4 officiers et 40 à 56 sous-mariniers.

## Historique
Il reçut sa formation de base au sein de la 5. Unterseebootsflottille jusqu'au 31 août 1942, il intégra sa formation de combat dans la 6. Unterseebootsflottille.
Parti de Kiel pour opérer dans l'Atlantique Nord, l'U-608 fit partie du groupe Stier, formé le 31 août 1942 à l'ouest de l'Irlande. Dans les premières heures du 12 septembre 1942, l'U-608 torpilla deux bâtiments (un britannique et un norvégien) du convoi ON 127, parti le 4 septembre de Liverpool pour New York. Le sous-marin toucha probablement un autre cargo du convoi, le MV Hidanger, qui fut coulé plus tard par le HMCS Amherst (en)[réf. nécessaire], mais ce ne fut pas confirmé.
Au cours de l'opération, sept bâtiments furent envoyés par le fond ; ce fut l'un des rares combats de la bataille de l'Atlantique durant lequel chaque U-Boot participant à lança au moins une torpille.

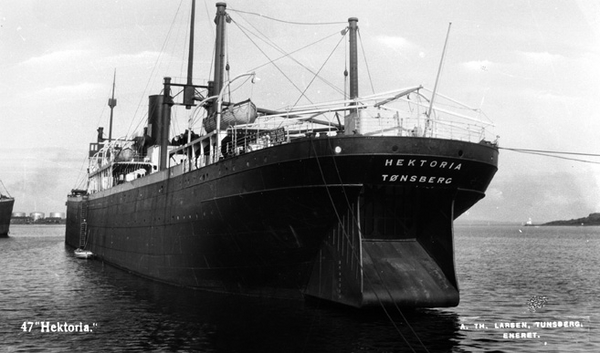
Le SS Hektoria dans les années 1930. Il fut la première victime du U-608.

Le 20 octobre 1942, le submersible quitta Saint-Nazaire pour l'Atlantique Ouest. Durant la nuit du 10 au 11 novembre 1942, l'U-608 mouilla dix mines TMA devant New York. Peu après minuit le 16 novembre 1942, l'U-608 torpilla et coula un cargo à vapeur irlandais près de New York. Après avoir quitté les eaux nord-américaines, il patrouilla devant Terre-Neuve, sans succès. Sur la route du retour l'U-608 fut ravitaillé par l'U-460 début novembre 1942, au nord-ouest des Açores avant le retour vers sa base.
Durant la nuit du 4 au 5 février 1943, l'U-608 se trouva obligé de plonger deux fois devant l'escorte d'un convoi. Forte de vingt-six navires de guerre, celle-ci ne découragea pas les U-Boote. Dans les premières heures du 8 février, l'U-608 envoya par le fond un pétrolier à moteur britannique, endommagé la veille par l'U-402. L'équipage du bâtiment britannique fut recueilli par une corvette du convoi. Après la fin de l'opération contre le convoi SC-118, l'U-608 fut ravitaillé par l'U-460 dans le centre de l'Atlantique Nord.
Le 1er mars 1943, l'U-608 signala l'approche du convoi ON-168. Le sous-marin fut attaqué et perdit le convoi. La tentative d'opération prit fin le 3 mars. Quelques jours plus tard, le bateau fut ravitaillé par l'U-119 au nord des Açores.
Le 17 mars 1943, il est fortement secoué par l'attaque d'un Sunderland du Sqn 86. Deux jours plus tard, au matin, l'U-608 lance une attaque sans succès contre le destroyer HMS Highlander. Durant l'opération, l'U-Boot est deux fois attaqué par des Sunderland qui lui lancent des charges de profondeur, sans résultat.
Le 8 mai 1943, il quitte Saint-Nazaire pour l'Atlantique Nord. Avec l'échec des opérations contre les convois dans l'Atlantique Nord, le 24 mai 1943 le B.d.U. décida de porter ses efforts sur l'interception des convois naviguant entre les États-Unis et la Méditerranée. Entre mai et juillet 1943, le sous-marin ne connaît aucun résultat. Le 5 juillet, l'U-608 est attaqué par un appareil non identifié. Le commandant Struckmeier rapporta au B.d.U. "Qu'il avait plongé pour éviter des dégâts ou des victimes". Le 14 juillet, il aperçoit un sous-marin ennemi, sans combat. Il rentre à Saint-Nazaire après 72 jours en mer.
Le 29 octobre 1943, à la recherche du convoi SC-145, l'U-608 et l'U-405 ensemble très près du convoi, sont attaqués par un Swordfish provenant du porte-avions d'escorte HMS Fencer (D64) (en).
En juin 1944, l'U-608 est l'un des dix-neuf U-Boote qui n'est pas équipé de Schnorchel. Ceux-ci forment une ligne en profondeur à 200 mètres entre Brest et Bordeaux pour conserver une flotte d'U-Boote hors des ports, en réserve en cas d'invasion par les forces alliées. Ces U-Boote se positionnent vers cent mètres de profondeur, en se posant au fond pendant de longues périodes. La nuit, ces U-Boote sont harcelés continuellement par des attaques aériennes. Le 12 juin 1944, lorsque l'invasion des ports ne semblait plus être une menace, cette flotte d'U-Boote retourne à ses bases ; ils sont placés en alerte.
L'U-608 coule le 10 août 1944 dans le Golfe de Gascogne, à la position 46° 30′ N, 3° 08′ O, après avoir été attaqué par des charges de profondeur d'un Liberator du Sqn 53 et du sloop HMS Wren, au sud-sud-ouest de Saint-Nazaire. Le sloop HMS Wren recueillit tout l'équipage de l'U-608 avec l'HMS Loch Killin (K391) (en).
De sorte que les cinquante-deux membres d'équipage survécurent à cette attaque.

## Affectations
- 5. Unterseebootsflottille du 5 février 1942 au 31 août 1942 (Période de formation).
- 6. Unterseebootsflottille du 1er septembre 1942 au 10 août 1944 (Unité combattante).

## Commandement
- Kapitänleutnant Rolf Struckmeier du 5 février 1942 au 12 janvier 1944 (Croix allemande).
- Oberleutnant zur See Wolfgang Reisener du 21 janvier 1944 au 10 août 1944.

## Patrouilles
|       | Commandant              | Départ            | Départ      | Arrivée           | Arrivée     | Jours     | Succès   |
| ----- | ----------------------- | ----------------- | ----------- | ----------------- | ----------- | --------- | -------- |
| 1     | Oblt. Rolf Struckmeier  | 20 août 1942      | Kiel        | 24 septembre 1942 | St. Nazaire | 36 jours  | 20 646   |
| 2     | Oblt. Rolf Struckmeier  | 20 octobre 1942   | St. Nazaire | 9 décembre 1942   | St. Nazaire | 51 jours  | 5 621    |
| 3     | Kptlt. Rolf Struckmeier | 20 janvier 1943   | St. Nazaire | 29 mars 1943      | Bordeaux    | 69 jours  | 9 563    |
| 4     | Kptlt. Rolf Struckmeier | 8 mai 1943        | Bordeaux    | 18 juillet 1943   | St. Nazaire | 72 jours  |          |
| 5     | Kptlt. Rolf Struckmeier | 23 septembre 1943 | St. Nazaire | 25 septembre 1943 | St. Nazaire | 3 jours   |          |
|       | Kptlt. Rolf Struckmeier | 2 octobre 1943    | St. Nazaire | 28 novembre 1943  | St. Nazaire | 58 jours  |          |
| 6     | Oblt. Wolfgang Reisener | 29 janvier 1944   | St. Nazaire | 3 avril 1944      | St. Nazaire | 66 jours  |          |
| 7     | Oblt. Wolfgang Reisener | 6 juin 1944       | St. Nazaire | 14 juin 1944      | Lorient     | 9 jours   |          |
| 8     | Oblt. Wolfgang Reisener | 22 juillet 1944   | Lorient     | 23 juillet 1944   | Lorient     | 2 jours   |          |
| 9     | Oblt. Wolfgang Reisener | 7 août 1944       | Lorient     | 10 août 1944      | Coulé       | 4 jours   |          |
| Total | Total                   | Total             | Total       | Total             | Total       | 370 jours | 35 830 t |

Note : Oblt. = Oberleutnant zur See - Kptlt. = Kapitänleutnant

### Opérations Wolfpack
L'U-608 opéra avec les Rudeltaktik (meute de loups) durant sa carrière opérationnelle.
- Stier (29 août – 2 septembre 1942)
- Vorwärts (2-15 septembre 1942)
- Pfeil (1-9 février 1943)
- Neptun (18 février – 3 mars 1943)
- Neuland (8-13 mars 1943)
- Dränger (14-20 mars 1943)
- Trutz (1-16 juin 1943)
- Trutz 1 (16-29 juin 1943)
- Geier 1 (30 juin – 15 juillet 1943)
- Schlieffen (14-22 octobre 1943)
- Siegfried (22-27 octobre 1943)
- Siegfried 1 (27-30 octobre 1943)
- Jahn (31 octobre – 2 novembre 1943)
- Tirpitz 2 (2-8 novembre 1943)
- Eisenhart 7 (9-11 novembre 1943)
- Schill 2 (17-22 novembre 1943)
- Igel 2 (9-17 février 1944)
- Hai 1 (17-22 février 1944)
- Preussen (22 février – 14 mars 1944)

## Navires coulés
L'U-608 coula 4 navires marchands totalisant 35 539 tonneaux et 1 navires de guerre de 291 tonneaux au cours des 9 patrouilles (370 jours en mer) qu'il effectua.
| Date              | Nom                       | Nationalité | Tonnage | Convoi | Fait  | Localisation         |
| ----------------- | ------------------------- | ----------- | ------- | ------ | ----- | -------------------- |
| 12 septembre 1942 | SS Hektoria               | Royaume-Uni | 13 797  | ON-127 | Coulé | 48° 55′ N, 33° 38′ O |
| 12 septembre 1942 | Empire Moonbeam           | Royaume-Uni | 6 849   | ON-127 | Coulé | 48° 55′ N, 33° 38′ O |
| 16 novembre 1942  | SS Irish Pine (1919) (en) | Irlande     | 5 621   | -      | Coulé | 42° 45′ N, 58° 00′ O |
| 8 février 1943    | Daghild                   | Norvège     | 9 272   | SC-118 | Coulé | 55° 25′ N, 26° 12′ O |
| 8 février 1943    | HMS LCT-2335              | Royal Navy  | 291     | SC-118 | Coulé | 55° 25′ N, 26° 12′ O |